# Векслер (лунный кратер)
Кратер Векслер (лат. Wexler) — крупный ударный кратер в области юго-юго-восточного лимба Луны, на границе видимой и обратной стороны Луны. Название присвоено в честь американского метеоролога Гарри Векслера (1911—1962) и утверждено Международным астрономическим союзом в 1970 г. Образование кратера относится к раннеимбрийскому периоду.

## Описание кратера

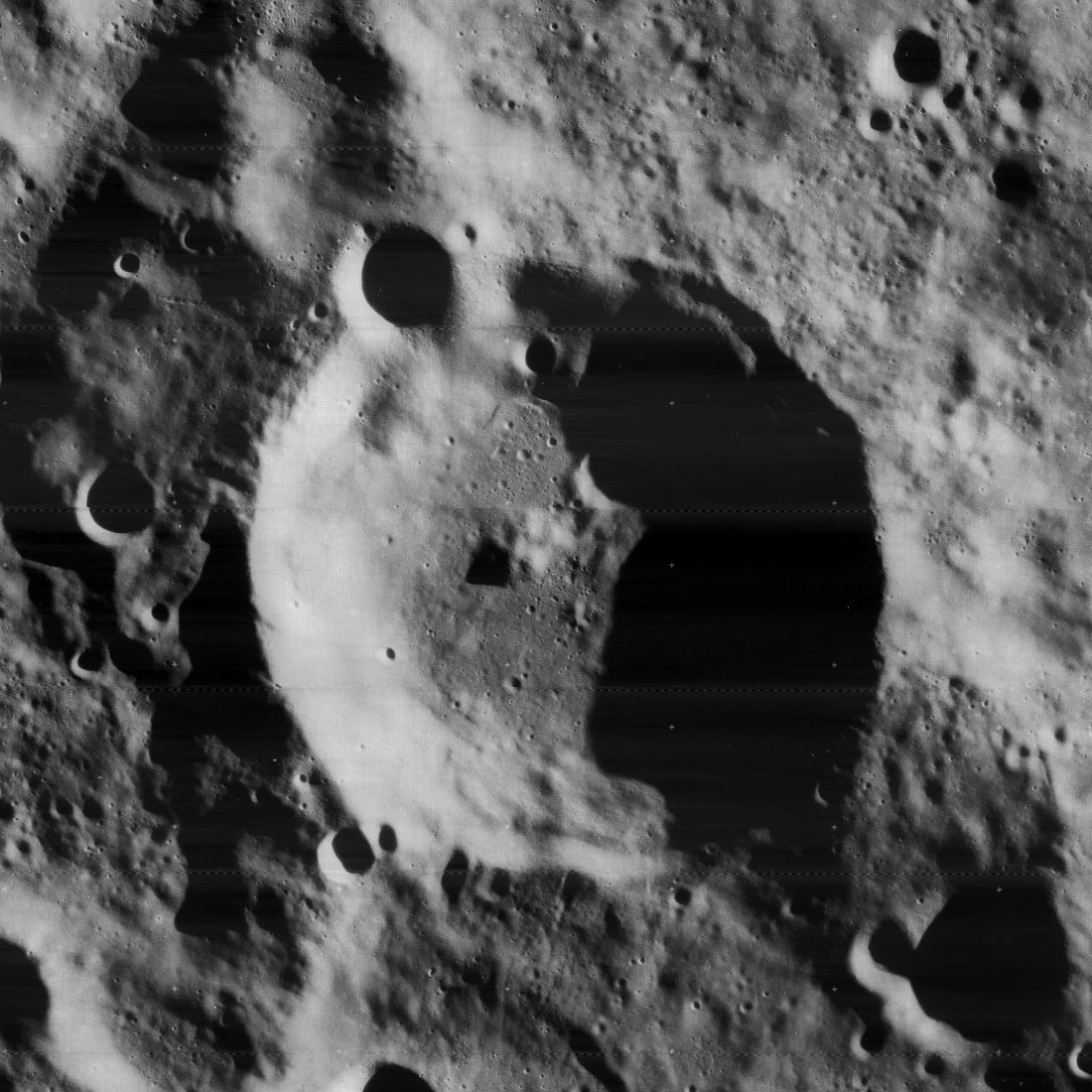
Снимок зонда Lunar Orbiter - IV.

Ближайшими соседями кратера являются кратер Гилл на северо-западе; кратер Хэйл на юге, а также кратер Неймайер на западе-юго-западе. Селенографические координаты центра кратера 68°53′ ю. ш. 90°43′ в. д. / 68,88° ю. ш. 90,71° в. д., диаметр 52,4 км, глубина 4,63 км.
Вал кратера имеет полигональную форму и умеренно разрушен, внутренний склон вала сохранил следы террасовидной структуры, северо-западная часть вала перекрыта небольшим кратером, в юго-западной части вала находятся два сдвоенных мелких кратера. Высота вала кратера Векслер над окружающей местностью 1130 м, объём кратера составляет приблизительно 2100 км³.. Дно чаши кратера плоское и ровное, имеется центральный пик с возвышением 1390 м, несколько смещенный к северо-западу от центра и останки небольшого кратера в северо-восточной части чаши. На северо-западе от кратера располагается широкая долиноподобная структура.

## Сателлитные кратеры

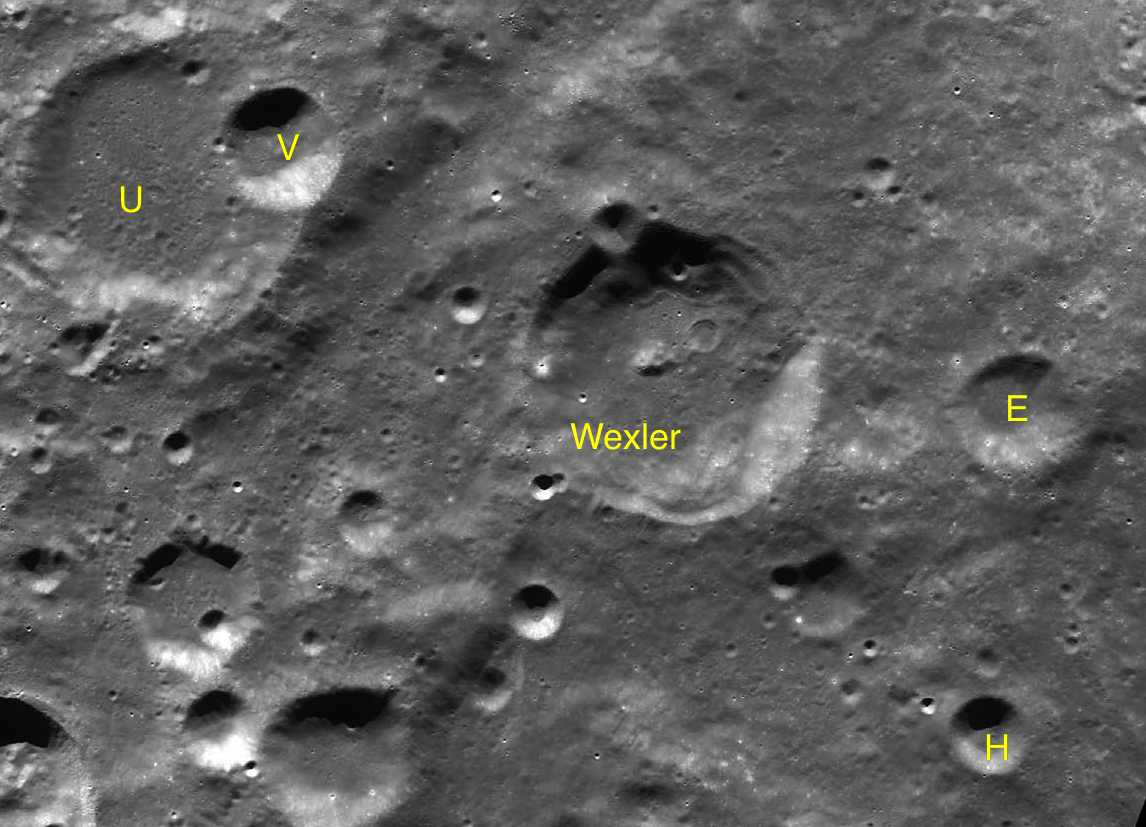
Фрагмент карты LAC-139.

| Векслер | Координаты                                            | Диаметр, км |
| ------- | ----------------------------------------------------- | ----------- |
| E       | 68°37′ ю. ш. 96°00′ в. д. / 68,61° ю. ш. 96° в. д.    | 21,2        |
| H       | 70°25′ ю. ш. 97°10′ в. д. / 70,41° ю. ш. 97,17° в. д. | 13,8        |
| U       | 68°17′ ю. ш. 82°26′ в. д. / 68,28° ю. ш. 82,43° в. д. | 49,8        |
| V       | 67°58′ ю. ш. 84°12′ в. д. / 67,97° ю. ш. 84,2° в. д.  | 20,6        |